# Luciano
Luciano, egentligen Jephter Washington McClymount, född 20 oktober 1964 i Manchester i Jamaica, är en jamaicansk reggaeartist. Han kallar sig för "The Messenjah" (se:Jah), är djupt religiös och hans konserter liknar ibland väckelsemöten. 
Luciano har vunnit flera utmärkelser för sin musik, men säger själv att han inte tävlar mot någon eftersom det bara orsakar avundsjuka. Luciano har Sverigekoppling genom hans singel "Ancient Memories", inspelad och mixad i Sverige av Soundism och utgiven av Hi-Score Music.

## Diskografi

### Studioalbum (i urval)
- 1993 – Moving Up
- 1993 – Shake It Up Tonight
- 1994 – One Way Ticket
- 1995 – After All
- 1995 – Back to Africa
- 1995 – Don't Get Crazy
- 1995 – Messenger
- 1995 – Where There Is Life
- 1999 – Sweep Over My Soul
- 1999 – Champions In Action
- 2001 – A New Day
- 2001 – Great Controversy
- 2003 – Serve Jah
- 2003 – Visions
- 2003 – Tell It From The Heart
- 2004 – Call on Jah
- 2004 – Lessons of Life
- 2004 – Serious Times
- 2005 – Gideon
- 2005 – Jah Words
- 2005 – Upright
- 2006 – Shallow Water
- 2006 – Revelation Time
- 2006 – Child of a King
- 2007 – Friends For Life
- 2007 – God is Greater Than Man
- 2008 – Jah Can Save Us
- 2008 – Jah Is My Navigator
- 2010 – United States of Africa
- 2010 – Write My Name
- 2010 – Rub-A-Dub Market
- 2013 – The Qabalah Man
- 2014 – Deliverance: Mad Professor Dub Showcase
- 2014 – Zion Awake
- 2014 – Luciano at Ariwa Sounds

### Livealbum
- 2000 – Live

### Singlar (i urval)
- 2004 – Ancient Memories (svensk produktion och utgivning Soundism och Hi-Score Music)

### Samarbeten
- 1993 – Stuck On You (som "Luciana and Presley")
- 1999 – 3 Wise Men Love, Peace And Consciousness (Anthony B / Luciano / Sizzla)
- 2000 – Wisdom, Knowledge & Overstanding ("Luciano & Mikey General")
- 2004 – 4 Rebels (Sizzla / Luciano / Yami Bolo / Anthony B)
- 2001 – We Three Kings (Luciano / Sizzla / Anthony B)
- 2002 – We 3 Kings (Anthony B / Capleton / Luciano)
- 2003 – 4 Rebels Vol. 2 (Sizzla / Luciano / Mikey General / Anthony B)